# Antoni Weynerowski

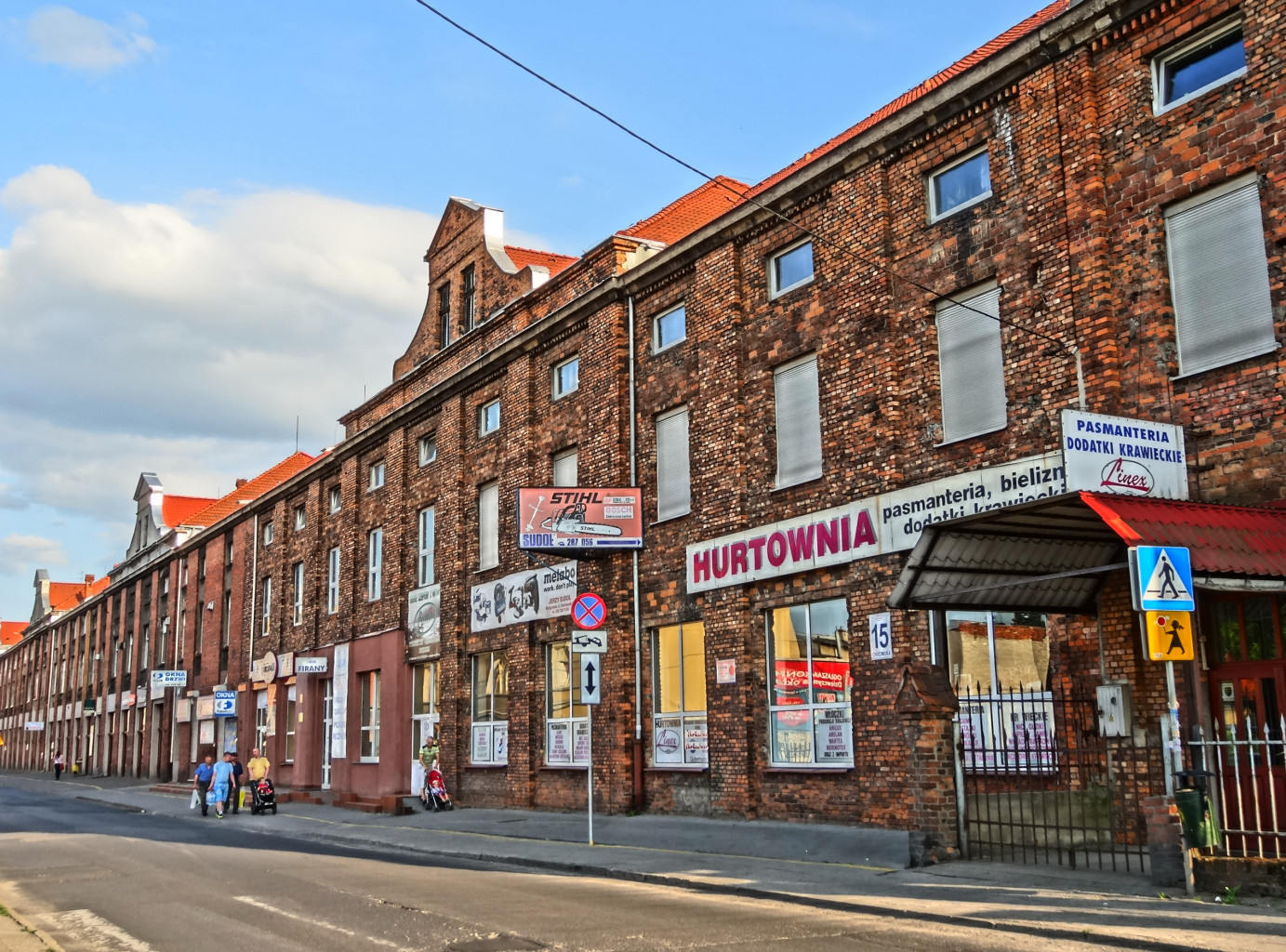
Dawna Fabryka Obuwia „LEO” przy ul. Chocimskiej

Antoni Karol Weynerowski (ur. 1864, zm. 1939) – polski przedsiębiorca, właściciel Fabryki Obuwa „Leo” (późniejsze Pomorskie Zakłady Przemysłu Skórzanego „Kobra”) w Bydgoszczy.

## Życiorys
Urodził się 12 czerwca 1864 w Bydgoszczy. Był synem Wiktora Weynerowskiego, założyciela fabryki obuwia filcowego oraz Joanny z d. Olesek. Po ukończeniu nauki w gimnazjum bydgoskim pracował w firmie ojca, a od 1891 przejął kierownictwo zakładu „W. Weynerowski i syn Fabryka Obuwia”. W 1906 przy ul. Chocimskiej wybudował nowy zakład, w który zatrudniano ok. 300 osób, a po śmierci ojca w 1917 został prawnym właścicielem fabryki. Posiadał także majątek ziemski w Myślęcinku, tartak parowy z fabryką mebli przy ulicy Jagiellońskiej, willę przy ul. Toruńskiej 165 oraz nieruchomość przy ul. Gdańskiej 61. Po przejściu Bydgoszczy do odrodzonego państwa polskiego w 1920 był członkiem tymczasowego magistratu Bydgoszczy jako honorowy radca miejski. Wspomagał polski ruch narodowy poprzez sponsoring szkolnictwa oraz bezrobotnych. Działał bez rozgłosu i unikał zaszczytów. W 1929 fabrykę obuwia przekazał synom Henrykowi i Witoldowi, którzy na jej bazie w 1931 utworzyli spółkę prawa handlowego „LEO” Fabryka Obuwia S.A., jedną z największych w Polsce. Po wkroczeniu Niemców do Bydgoszczy we wrześniu 1939 wyjechał z rodziną na wschód. Zmarł 29 listopada 1939 w Brześciu nad Bugiem zajętym przez wojska radzieckie.
W 1945 znacjonalizowana fabryka obuwia „Leo” została przekształcona w wielozakładowe przedsiębiorstwo Bydgoskie Fabryki Obuwia, a w 1960 w Pomorskie Zakłady Przemysłu Skórzanego „Kobra”.

### Rodzina
Antoni Weynerowski był żonaty z Leokadią z domu Kentzer. Miał synów: Leona Teodora (ur. 1899, zginął w bitwie pod Verdun); Henryka (ur. 1901); Witolda Klemensa (ur. 1904, po 1939 wyjechał z rodziną do Holandii) oraz córkę Helenę Apolonię (ur. 1917).